# Wystrzał
Wystrzał – drzewce wystające do tyłu z rufy jednostki żaglowej i zorientowane poziomo lub lekko wznoszące się ku górze. Pozwala na zwiększenie bazy podporowej dla olinowania stałego masztu znajdującego się najbliżej rufy jednostki oraz olinowania ruchomego żagla tylnego. Najczęściej występuje na jednostkach typu jol lub kecz z powodu znacznie wystającego poza obrys kadłuba bomu bezana, co powoduje konieczność przesunięcia mocowania achtersztagu oraz szotów. Współcześnie wystrzały stosuje się rzadko.